# ラーメン侍
『ラーメン侍』（らーめんざむらい）は、2012年4月7日公開の日本映画。

## 概要
福岡県久留米市を舞台に、“久留米発祥”と言われるとんこつラーメンにまつわる人情ストーリーを描いた作品。人気ラーメン店オーナーが掲載していたコラムを基に映画化。実際のラーメン店で修業を積んで挑んだ渡辺大が主演を務め、瀬木直貴がメガホンを取った、ご当地ムービー。
原作は久留米市で「大砲ラーメン」の社長を務める香月均による史著『久留米・大砲ラーメン親子二代熱風録』（書肆侃侃房）である。

## ストーリー
ラーメン屋を営む父の突然の訃報を受け、東京の会社を辞め帰郷した光は、ラーメン屋を継ぐ決心をする。
繁盛する店をよそに、この選択が正しかったのか自信が持てずにいたある日、かつての活気を失った屋台街を母と訪れた。
無鉄砲に振る舞われ貧乏であったが、楽しく過ごしていたと父との思い出話を語る母。ラーメン屋を始めたのはなぜか、どんな思いだったのか。記憶を基に父の味の再現を始め、自分自身に向き合うこととなる。

## キャスト
- 神代光/神代昇（二役） - 渡辺大[1][2][3][4]
- 神代嘉子 - 山口紗弥加[1][2][3][4]
- きな子 - 高木古都[1][2][3][4]
- 神代光（子供時代） - 宮野薫[1][2][3][4]
- 柳川一男 - 中村有志[1][2][3][4]
- 的場洋二 - 甲本雅裕[1][2][3][4]
- 児島 - 高杢禎彦[1][2][3][4]
- 菊川基次郎 - 鮎川誠[1][2][3][4]
- 黒柳鈴 - 淡路恵子[1][2][3][4]
- 甲子雄 - 春田純一[1][2][3][4]
- 山村千吉 - 西村雅彦[1][2][3][4]
- 森田 - 津川雅彦[1][2][3][4]
- 佐野実[1][2][3][4]
- 河原成美[1][2][3][4]
- 日下部覚
- 椎木樹人

## スタッフ
- 監督 - 瀬木直貴[1][5][6][7]
- 脚本 - 我妻正義[1][5][6][7]
- 原作 - 香月均[1][5][6][7]
- プロデューサー - 藤倉博[1][5][6][7]
- 音楽 - 大内義昭[1][5][6][7]
- 撮影 ‐ 新井毅

## 公開
2011年に九州で先行上映されたのち、2012年に全国公開となった。また、東日本大震災復興支援として、福島県と宮城県にて本作の無料上映も行われた。

## ブルーレイ・DVD
2012年12月7日発売。販売元はビコム。